# Kumulipo
Havajska riječ Kumulipo naziv je drevnog i masivnog havajskog epa ili pojanja koje opisuje stvaranje svemira, bogova i ljudi te sadrži i genealogiju havajskih poglavica.
Naziv He Kumulipo znači "izvor tame". Drevni Havajci su mrak smatrali mjestom stvaranja.
Prema Kumulipu, svemir je stvoren iz mnogo noći i mrak je nešto čega se ne treba bojati.
Svećenici i čarobnjaci, kahune, recitirali bi ovaj ep u čast boga Lona. Po Lonu je bio nazvan i poglavica Kalaninuiamamao, u čiju čast je Kumulipo recitiran jer je njegovo rođenje pomirilo dvije plemićke kuće otoka Havaji, dinastiju Keawe i obitelj ʻI.
1779. kapetana Jamesa Cooka Havajci su dočekali recitirajući ep.
Ovo su prvi stihovi Kumulipa na havajskom; tu su opisani Zemlja i nebo, Sunce i Mjesec:
O ke au i kahuli wela ka honua
O ke au i kahuli lole ka lani
O ke au i kukaʻiaka ka la
O ke au o Makali'i ka po
O ka malamalama ho'okumu honua
O ka walewale O ka walewale
E hoeʻomalamalama i ka malama

## Wā
Svaka sekcija (ili dio) Kumulipa naziva se wā:
- 1. wā — Rođenje morskih ježinaca i morskih trava
- 2. wā — Rođenje raznih vrsta riba
- 3. wā — Rođenje raznih ptica i kukaca
- 4. wā — Rođenje "jezivih" bića (bambus, meduza, gušteri)

Nakon rođenja ovih bića, nastaju taro (biljka važna za prehranu), štakor i pas. Nadalje, spominje se velika genealogija — tu se spominju Wākea i Papahānaumoku te Hāloa.